# Pulp (hudební skupina)
Pulp je anglická hudební skupina, která vznikla v roce 1978 v Sheffieldu v Anglii. V době největší slávy ji tvořili Jarvis Cocker (zpěv, kytara), Candida Doyle (klávesy), Mark Webber (kytara), Steve Mackey (baskytara), Nick Banks (bicí) a Russell Senior (housle, kytara). Leo Abrahams s nimi koncertoval od jejich reunionu v roce 2011 a hrál na elektrickou a akustickou kytaru. Na turné v letech 2023 a 2024 s nimi koncertovali Andrew McKinney (baskytara), Emma Smith (housle, kytara), Richard Jones (viola) a Adam Betts (bicí, perkuse) a uskupení Elysian Collective (smyčce).

## Historie
Během osmdesátých let měla kapela problémy uspět, ale po vydání His 'n' Hers (1994) a zejména Different Class (1995) se stali jednou z nejvýznamnějších britských kapel. V této době hráli Pulp hlavně disco ovlivněné pop-rockem s texty ve stylu tzv. „kitchen sink drama“. V roce 1994 byli za His 'n' Hers nominováni na Mercury Prize a v roce 1996 ji za Different Class vyhráli. Dvakrát byli hlavními hvězdami na Pyramid Stage na festivalu Glastonbury.
V roce 1996 měla kapela vystoupit na festivalu Jam 96 na pražském Džbánu, ale kvůli problémům na hranici z Německa koncert nestihla. V České republice tak Pulp nikdy nehráli.
Pulp vydali ještě dvě alba, This Is Hardcore (1998) a We Love Life (2001), a poté oznámili pauzu.

### První návrat 2011–2012
Pulp se dali znovu dohromady v roce 2011, kdy hráli kromě jiného na festivalech Isle of Wight Festival, Reading a Leeds, Pohoda, Sziget Festival, Primavera Sound, Exit festival a Wireless Festival. V roce 2012 následovaly další koncerty v Evropě, USA a Střední a Jižní Americe. V roce 2011 se turné účastnil i Russell Senior, v následujícím roce nikoliv. Na housle pak při písni Common People kapelu doprovázeli různí umělci, často ze země, kde kapela hrála.   S živým vystupováním se kapela na dlouho rozloučila koncertem v Sheffieldu a následným dvojkoncertem na lodi S.S. Coachella v prosinci 2012.
Dne 28. ledna 2013 Pulp vydali „After You“, znovunahranou skladbu z We Love Life. Byl to jejich první vydaný singl od „Bad Cover Version“ z roku 2002. 

### Druhý návrat 2023–?
V srpnu 2022 zpěvák Jarvis Cocker oznámil, že se v roce 2023 kapela vrátí na pódia. 2. března 2023 skupina oznámila, že zemřel baskytarista Steve Mackey.
V roce 2023 kapela uspořádala turné po Velké Británii, na podzim odehrála několik koncertů v Mexiku, v Jižní Americe a v Hongkongu, kde Jarvis Cocker zpíval se zlomenými dvěma žebry po pádu ze schodů. Následoval silvestrovský koncert v rámci Hogmanay Street Party v Edinburghu.
Na jaře a v létě 2024 Pulp koncertovali převážně na evropských festivalech (Primavera Sound v Barceloně, dále např. v Athénách, v Oslu, Göteborgu nebo Helsinkách), jediný koncert v hale se konal v květnu v Amsterdamu. V září odehráli sérii koncertů v menších sálech v USA a Kanadě. Do setlistu zařadili několik nových písní, proto se začalo spekulovat o novém albu.
Kytarista Mark Webber v rozhovoru na podzim 2024 uvedl, že zatím neví, zda nové album vznikne, Pulp ale budou koncertovat i v roce 2025. V prosinci 2024 kapela na sociálních sítích oznámila, že podepsala nahrávací smlouvu se společností Rough Trade Records.
Začátkem roku 2025 Pulp odehráli dva koncerty v Japonsku. V dubnu téhož roku vydali singl s názvem Spike Island a oznámili, že 6. června vyjde první album po 24 letech s názvem More, které nahráli na podzim 2024 během tří týdnů v Orbb Studiu v londýnském Walthamstow. Na červen je plánováno turné po Velké Británii a několik koncertů po evropských festivalech a v Jižní Koreji, v září bude následovat další turné po USA.

## Diskografie
- It (1983)
- Freaks (1987)
- Separations (1992)
- His 'n' Hers (1994)
- Different Class (1995)
- This Is Hardcore (1998)
- We Love Life (2001)